# Amintas (hijo de Andrómenes)
Amintas (en griego Aμυντας; murió en 330 a. C.) fue un oficial macedonio en el ejército de Alejandro Magno, hijo de Andrómenes de Molóside. Después de la batalla del Gránico, en 334 a. C., cuando la guarnición de Sardes se rindió tranquilamente ante Alejandro, Amintas era el oficial enviado al frente a recibirlo del comandante, Mitrenes. Dos años después, en 332 a. C., se vuelve a oír hablar de él como un enviado a Macedonia con el fin de reunir refuerzos, mientras que Alejandro tras el asedio de Gaza avanzaba a Egipto, y regresó con ellos al año siguiente, cuando el rey estaba en posesión de Susa.
Después de la ejecución de Filotas bajo la acusación de traición, en 330 a. C., Amintas y otros dos hijos de Andrómenes (Átalo y Simmias) fueron detenidos bajo sospecha de haber estado involucrados en el complot. La sospecha se vio reforzada por su conocida intimidad con Filotas, y por el hecho de que su hermano Polemón había huido del campamento cuando éste fue detenido, o de acuerdo con Curcio, cuando fue entregado a la tortura. Amintas se defendió hábilmente y a sus hermanos, y su inocencia se estableció con la reaparición de Polemón, y fueron absueltos. Después de algún tiempo, Amintas fue muerto por una flecha en el sitio de un pueblo. Es dudoso que el hijo de Andromenes es el Amintas mencionado por Curcio como comandante de una parte de las tropas de Macedonia en la batalla de Issos,

 en 333 a. C., o por otra parte, como la persona que dirigía una brigada en el sitio de las Puertas Cilicias (ahora llamada el paso de Gülek), en 331 a. C. Sin embargo, Amintas parece haber sido un nombre común entre los macedonios.